# Coregonus hoyi
Coregonus hoyi es una especie de pez de la familia Salmonidae en el orden de los Salmoniformes.

## Morfología
Los machos pueden llegar alcanzar los 37 cm de longitud total.

## Hábitat
Vive en lagos entre 30-189 m de profundidad.

## Distribución geográfica
Se encuentra en Norteamérica: sólo en los Grandes Lagos de América del Norte  (salvo lago Erie) y en el lago Nipigon (Canadá).

## Depredadores
Es depredado por Lota chica ,Oncorhynchus tshawytscha ,Salmo trutta trutta y Salvelinus namaycush .

## Longevidad
Puede llegar a vivir 10 años.